# Atto zero
Atto zero è il primo album in studio del rapper italiano Anastasio, pubblicato il 7 febbraio 2020 dalla RCA Records.

## Promozione
L'uscita di Atto zero è stata anticipata a fine novembre 2019 dalla pubblicazione del primo singolo Il fattaccio del vicolo del Moro, il cui testo è ispirato al monologo Er fattaccio di Americo Giuliani. Il successivo 10 gennaio è stato presentato il video musicale dell'omonimo Atto zero, traccia d'apertura dell'album.
Il 5 febbraio è stata la volta del secondo singolo Rosso di rabbia, con il quale Anastasio si è esibito al Festival di Sanremo 2020, classificandosi al tredicesimo posto.

## Tracce
Testi di Marco Anastasio.
1. Atto zero – 1:56
2. Narciso – 2:36
3. Straniero – 2:57
4. Cronache di gioventù metese – 2:57
5. Rosso di rabbia – 3:13
6. Il sabotatore – 2:54
7. Il giro di do – 2:17
8. Castelli di carte – 2:58
9. VBBN – 2:33
10. Il fattaccio del vicolo del Moro – 4:02
11. Quando tutto questo finirà – 2:45

## Classifiche
| Classifica (2020) | Posizione massima |
| ----------------- | ----------------- |
| Italia            | 10                |